# Tithonophasma tithonus
Tithonophasma tithonus är en insektsart som först beskrevs av Gray, G.R. 1835.  Tithonophasma tithonus ingår i släktet Tithonophasma och familjen Pseudophasmatidae. Inga underarter finns listade i Catalogue of Life.